# Elatostema sinense
Elatostema sinense är en nässelväxtart som beskrevs av H. Schröter. Elatostema sinense ingår i släktet Elatostema och familjen nässelväxter.

## Underarter
Arten delas in i följande underarter:
- E. s. longecornutum
- E. s. xinningense